# Cazzola (cognome)

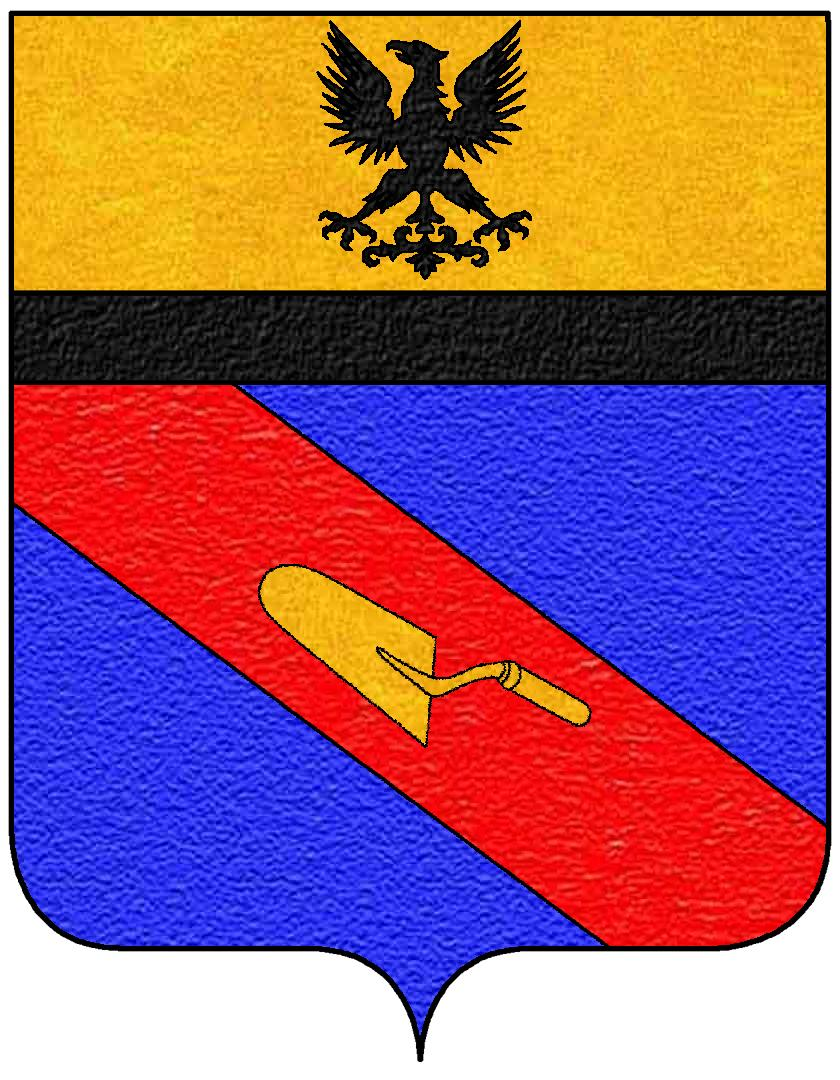
Lo stemma nobiliare dei Cazzola consignori di Montabone

Cazzola è un cognome italiano.

## Origine
Sono due le ipotesi sulla genesi del cognome Cazzola: una topografica ed un'altra che è collegata al tipo di lavoro del capostipite. Considerando il primo caso, Cazzola potrebbe derivare dai toponimi Cassola, comune in provincia di Vicenza, oppure da Cazzola, frazione del comune di Traversetolo, in provincia di Parma. L'altra congettura, come accennato, ipotizza che al capostipite della famiglia sia stato attribuito un soprannome collegato alla sua attività lavorativa. In questo caso le due spiegazioni più probabili ipotizzano che il progenitore sia stato un fabbricante o venditore di pentole e casseruole, oppure un muratore. Quest'ultimo possiede infatti, tra gli attrezzi da lavoro, la cazzuola.

## Storia
In documento del 1485 la famiglia è citata come Cazolus, Cazoli, Cazola. Tra le personalità storiche della famiglia vanno ricordate Chiara Cazzola, che sposò Bernabò Visconti, e Pagano Cazzola, che fu uno dei compilatori degli statuti di Milano.
I componenti di un ramo della famiglia diventarono consignori di Montabone. Lo stemma araldico di questo titolo nobiliare è descritto come "d'azzurro, alla banda di rosso, carica di una cazzuola d'oro, con il capo d'oro, carico di un'aquila di nero, sostenuto di nero", mentre il motto del casato è "et stabit labor". I Cazzola-Hofman sono invece conti di San Michele.

## Diffusione
Molto diffuso nell'Italia settentrionale, il cognome Cazzola ha il ceppo più importante in  provincia di Vicenza (soprattutto nei comuni di Malo, Schio, Vicenza, Isola Vicentina, Arzignano, Monticello Conte Otto, Valdagno, Grumolo delle Abbadesse, Caldogno e Costabissara). Altri ceppi consistenti sono in provincia di Alessandria (Acqui Terme ed Alessandria), in provincia di Asti (Montabone e Vaglio Serra), in provincia di Pavia (Voghera, Verrua Po, Pavia, Pinarolo Po, Castelletto di Branduzzo e Bressana Bottarone), in provincia di Sondrio (Cosio Valtellino), in provincia di Ferrara (Ferrara, Goro e Copparo), in provincia di Bologna (Bologna ed Argelato) oltre che a Genova e Savona.
In seguito all'emigrazione italiana in Nordamerica, questo cognome è presente anche negli Stati Uniti soprattutto nello Stato di New York, in Florida ed in Texas.

## Personalità che portano il cognome Cazzola
Tra i più celebri personaggi che portano il cognome Cazzola, vanno senz'altro ricordati Alfredo Cazzola (imprenditore), Clementina Cazzola (attrice di teatro), Fabio Cazzola (ex calciatore), Gabriele Cazzola (regista e autore televisivo), Giuliano Cazzola (economista e politico), Paola Cazzola (motociclista), Pier Giorgio Cazzola (ex atleta), Pietro Cazzola (imprenditore) e Riccardo Cazzola (calciatore).